# 白石冚
白石冚是中国广东省广州市从化区的一个自然村。在太平镇东面约10千米，属红石村管辖。清朝后期，江氏家族从增城车坑迁居此地。因村落背后是白石头山，故以此山为名确定村名。1998年时，全村人口333人。